# Velma Barfield
Velma Barfield född Margie Velma Bullard i South Carolina den 29 oktober 1932, avrättad den 2 november 1984 i Raleigh, North Carolina genom en giftinjektion. Hon var den första kvinnan i USA att avrättas sedan 1962 och hon var också den första kvinnan att avrättas genom giftinjektion.

## Biografi
Velma Barfield föddes på South Carolinas landsbygd men växte upp i Fayetteville, North Carolina. Hennes far var våldsam och slog henne ofta. Hon ska ha hatat sin mor för att hon aldrig stoppade misshandeln. Hon flydde hemmet genom att 1949 gifta sig med Thomas Burke. Paret fick två barn och levde lyckliga tills Barfiled drabbades av hysterektomi och utvecklade starka ryggsmärtor. Detta ledde till en personlighetsförändring samt ett påstått drogberoende. Thomas Burke började nu att dricka kraftigt och deras bråk blev allt mer allvarliga. En kväll när Velma och barnen kom hem fann de att huset hade brunnit och Thomas hade funnits död. Bara ett par månader senare brann huset igen och denna gång fick hon ut försäkringspengar. Under 1970 träffade Velma änkemannen Jennings Barfield och de gifte sig snabbt. Men mindre än ett år senare avled Jennings av hjärtproblematik och Velma var återigen änka. År 1974 drabbades Velmas mor av kraftiga kräkningar, diarré och illamående. Hon återhämtade sig men avled den 30 december på sjukhus till följd av samma symptom som tidigare.

## Mord
Under 1976 började Velma arbeta inom äldrevården och tar hand om Montgomery och Dollie Edwards. Montgomery blev hastigt sjuk och avled den 29 januari 1977. Mindre än en månad senare avled Dollie den 1 mars 1977 med samma symptom som Velmas mor. Velma skulle senare erkänna mordet på Dollie. Samtidigt tar Velma ett annat jobb hos 76-åriga Record Lee som hade problem med ett skadat ben. Lees make John Henry började i juni 1977 uppleva kraftiga buk- och bröstsmärtor, kräkningar och diarré. Han avled senare. Även detta skulle Velma senare komma att erkänna. 
Det sista offret för Velma blev hennes pojkvän Rowland Stuart Taylor som även var släkt med Dollie Edwards. Efter att hon misstänkte att han fått reda på att hon förfalskat checkar i hans namn blandade hon ett arsenikbaserat råttgift i hans öl och te. Taylor dog i hemmet den 3 februari 1978 där Velmas uppgift var att vårda honom frisk. När man genomförde en obduktion på hans kropp och fann arsenik i hans system greps Velma Barfield. Man grävde upp Jennings Barfield och fann även där arsenik. Velma förnekade trots detta mordet på Jennings men erkände morden på Lillian Bullard, Dollie Edwards och John Henry Lee.

## Rättegång, fängelse och avrättning
Velma Barfield åtalades endast för mordet på Rowland Stuart Taylor. Hon dömdes till döden för mordet.
Under sin fängelsetid blev Velma en pånyttfödd kristen och hon började predika inför de andra fångarna i fängelsekyrkan. Hon avsade sig en sista måltid men tog en burk Coca-cola och en påse ostbågar. Den 2 november 1984 avrättades Velma genom en giftinjektion.

## Kuriosa
Singer/songwritern Jonathan Byrd är Jennings Barfields och hans första frus barnbarn och hans låt "Velma" är hans personliga åsikt om morden och utredningen.